# Frankenbrunn
Frankenbrunn ist ein Gemeindeteil des Marktes Oberthulba im unterfränkischen Landkreis Bad Kissingen in Bayern.

## Geographische Lage
Das Kirchdorf Frankenbrunn liegt westlich von Oberthulba. Die durch den Ort verlaufende Kreisstraße KG 35 führt westwärts nach Hetzlos und mündet in die Bundesstraße 27. Ostwärts führt die KG 35 nach Reith. Südlich von Frankenbrunn verläuft der Fränkische Marienweg.

## Geschichte
Auf Frankenbrunner Gebiet wurden bereits um 450 v. Chr. (in der Latènezeit) Hügelgräber angelegt. Der älteste dokumentarische Nachweis von Frankenbrunn selbst ist die Bestätigung des „Benediktinerinnenklosters Thulba mit Franchenborne“ in einem im Jahr 1141 von Papst Innozenz II. ausgestellten Schutzbrief. Im Mittelalter entstanden enge Pfarreien- und Wirtschaftsverhältnisse zwischen Frankenbrunn, Reith und Thulba, als beispielsweise im Jahr 1504 zwischen diesen Orten ein Weistum vereinbart wurde. Ein Würzburger Bestandsbrief aus dem Jahr 1603 belegt frühzeitige Anfänge des Weinbaus in Frankenbrunn. Im Jahr 1718 wurde nach zehn Jahren der Bau der von Frater Josef aus Schönberg bei Bensheim gestifteten Michaelskapelle vollendet. Eine eigene Kirche für Frankenbrunn entstand mit der St.-Bonifatius-Kirche erst im Jahre 1949; die Bauarbeiten hatten zwei Jahre gedauert.
Am 1. Mai 1978 wurde Frankenbrunn im Rahmen der Gebietsreform in Bayern nach Oberthulba eingemeindet.